# Raffaella Fico
Raffaella Fico (Cercola, 29 gennaio 1988) è una showgirl, modella e attrice italiana.

## Biografia

### Origini e famiglia
Nata a Cercola nella città metropolitana di Napoli da Alfonso e Antonietta, proprietari di una piccola bottega di frutta e ortaggi è cresciuta a Casalnuovo di Napoli. Si è diplomata al liceo socio-pedagogico. Ha un fratello di nome Francesco.

### Inizio carriera e ilGrande Fratello(2007-2008)
La sua carriera inizia nel 2007 quando vinse la XX edizione del concorso di bellezza Miss Grand Prix; questo riconoscimento la introduce nel mondo dello spettacolo italiano.
Nel gennaio 2008 partecipa all'ottava edizione del Grande Fratello, reality show condotto da Alessia Marcuzzi su Canale 5, venendo però eliminata nel corso della decima puntata con il 40% dei voti. Nell'estate 2008 recitò, sotto la regia di Maria Manna, nel film Sguardi diversi e partecipò, nel ruolo dell'inviata, a Lucignolo, rotocalco televisivo estivo prodotto da Videonews per Italia 1 e condotto da Melita Toniolo. Nel dicembre 2008 uscì il suo calendario per l'anno 2009 edito dal settimanale Max.

### I programmi Mediaset e la moda (2009-2010)
Nella primavera 2009 fu, insieme a Melita Toniolo, una delle vallette di Colorado Cafè su Italia 1. Nel corso dell'estate del 2009 fu una delle conduttrici di Real TV (e lo fu, in seguito, anche nelle estati 2010 e 2011) su Italia 1 e fu posta al primo posto tra le dieci ragazze più belle del mondo (Under 21) dalla testata online Be! Magazine. Nell'autunno del 2009 affiancò Enrico Papi come conduttrice de Il colore dei soldi, un game show in onda nell'access prime time di Italia 1, e in seguito apparve in alcuni montaggi aggiunti nella versione rieditata di Prendere o lasciare, un altro game show di Italia 1 in onda nell'access prime time con la conduzione di Enrico Papi. Come modella e showgirl, dal 2009 in poi la Fico si è fatta notare perché, nel corso del tempo, è diventata testimonial per varie case di moda (tra cui Magilla, Follettina Girl, European Culture) e per varie marche di accessori (tra cui Webxsite, Luna di Miele, Luca Barra) attive e famose in Italia.
Nella primavera 2010 fu la valletta di Enrico Papi nel quiz televisivo CentoxCento su Italia 1. Nell'estate 2010 fu una delle inviate del programma di Italia 1 Mitici 80 condotto da Sabrina Salerno: in tale veste Raffaella Fico curò la rubrica La foglia di Fico in cui faceva domande sul sesso a giovani ragazzi e ragazze. Dal settembre 2010 Raffaella Fico (insieme a Melita Toniolo e Veronica Ciardi) è una delle conduttrici di Animal Real TV su Sky. Nell'autunno 2010 su Italia 1 prima fu la prima donna nel quiz televisivo di Enrico Papi Trasformat e poi entrò nel cast del Saturday Night Live from Milano.

### L'isola dei famosie le esperienze da attrice (2011-2012)
Nel febbraio 2011 divenne una delle concorrenti famose dell'ottava edizione de L'isola dei famosi, reality show condotto da Simona Ventura su Rai 2, venendo eliminata nel corso della settima puntata con il 32% dei voti: in seguito partecipò a vari talk show prodotti dalla Rai in onda quel periodo (tra cui Se... a casa di Paola, Pomeriggio sul 2 e Quelli che... il calcio). Nell'estate 2011 divenne, sotto la regia di Claudio Risi, una delle protagoniste femminili, insieme a Diana Del Bufalo, del film Matrimonio a Parigi, uscito nei cinema italiani il 21 ottobre 2011. Nell'autunno 2011 partecipò come concorrente a Baila! (nuovo talent sul ballo condotto da Barbara d'Urso su Canale 5) arrivando al quarto posto in coppia con Gianmarco Pozzecco; nello stesso periodo Raffaella Fico ha recitato, insieme alle due protagoniste Alessia Marcuzzi e Debora Villa, nella sitcom di Italia 1 Così fan tutte in qualità di guest star. Nel maggio 2012 fu una delle vittime di Scherzi a parte su Canale 5.
Dal luglio 2012 fa parte del cast di Ricci e capricci, una sitcom diretta da David Emmer e andata in onda su Italia 1; nel mese di settembre partecipa alla settimana della moda di Milano sfilando in bikini, incinta di sei mesi (suscitando quindi grande interesse nel pubblico), per il marchio Pin Up Stars.

### Altre attività lavorative (2013-2016)
Dal maggio 2013 fa parte, insieme a Max Cavallari e altri, del cast di La cena dei cretini, una sitcom diretta da Cristian Biondani e andata in onda su Comedy Central.
Nell'autunno 2013 posa completamente senza veli come protagonista del calendario sexy di For Men Magazine per il 2014 ottenendo un grande successo di pubblico e di critica. Oltre a quanto detto, nel corso del 2013 Raffaella Fico è apparsa, insieme ad Alfonso Signorini, nel nuovo videoclip Alfonso Signorini (eroe nazionale) di Fedez (uscito il 31 maggio), diventa protagonista della campagna Cotril (brand della cosmesi femminile) e viene scelta dal brand di intimo Fruscìo come testimonial della nuova campagna pubblicitaria per la stagione autunno/inverno 2013/2014 al posto di Nicole Minetti. Nel giugno 2014 ha inciso, con l'etichetta discografica Momy Records/Do It Yourself, il singolo di debutto Rush prodotto da Gianluca Tozzi, figlio del cantautore Umberto Tozzi, entrando a far parte così del mondo della musica pop/urban/hip-hop. Nell'autunno del 2014 è stata una delle concorrenti della quarta edizione di Tale e quale show, talent show di Rai 1 condotto da Carlo Conti in cui Raffaella Fico ha ottenuto il decimo posto. Nel 2015 è stata scelta come modella e testimonial del brand di vestiti Coconuda per la campagna pubblicitaria per la stagione autunno/inverno 2015/2016 al posto di Anna Tatangelo. Nel 2015 Raffaella Fico ha partecipato, come soubrette e ballerina, al varietà di seconda serata Grand Hotel Chiambretti, in onda su Canale 5 con la conduzione di Piero Chiambretti, quindi nel 2016 la Fico è tornata nel cast della nuova edizione del programma come meteorina e in questo stesso periodo, precisamente a partire dal settembre 2015, la Fico debutta come opinionista perché partecipa al programma sportivo di 7 Gold Tutti in campo in qualità di valletta fissa.

## Vita privata
A partire dall'estate 2009 Raffaella Fico avrebbe avuto una relazione con Cristiano Ronaldo che, secondo le parole della Fico ai microfoni di Rai Radio 1, ospite della trasmissione Un giorno da pecora (puntata dell'8 ottobre 2018), e confermate durante Matrix (puntata del 12 ottobre 2018), sarebbe durata undici mesi. La Fico ha difeso Ronaldo in merito al caso Kathryn Mayorga.
Dal giugno 2011 ad aprile 2012 Raffaella Fico è stata fidanzata con il calciatore Mario Balotelli. Il 2 luglio 2012 la Fico ha dichiarato di essere incinta di qualche mese e che il padre del futuro nascituro era l'ex-fidanzato Balotelli. La figlia, chiamata Pia, è nata il 5 dicembre 2012 a Napoli ed è stata riconosciuta ufficialmente da Balotelli come figlia sua solamente il 5 febbraio 2014, al termine di una controversia sfociata in una vertenza giudiziaria.
Dal 2016 al 2018 è stata legata sentimentalmente ad Alessandro Moggi, mentre dal 2021 al 2022 ha avuto una relazione con l'imprenditore Piero Neri.

## Filmografia

### Cinema
- Sguardi diversi regia di Maria Manna (2008)
- Nuvole, soltanto nuvole regia di Pino Sondelli – cortometraggio (2008)
- Matrimonio a Parigi, regia di Claudio Risi (2011)

### Televisione
- Così fan tutte – serie TV (2011)
- Ricci e capricci – sitcom (2012-2013)
- La cena dei cretini – serie TV (2013-2014)[39]
- A Capodanno tutti da me, regia di Toni Fornari e Andrea Maia – film TV (2025)

## Programmi televisivi
- Grande Fratello 8 (Canale 5, 2008) concorrente
- Lucignolo (Italia 1, 2008) inviata
- Real TV (Italia 1, 2009-2011) conduttrice
- Colorado (Italia 1, 2009) coloradina
- Il colore dei soldi (Italia 1, 2009) co-conduttrice
- Prendere o lasciare (Italia 1, 2009-2010) valletta
- CentoxCento (Italia 1, 2010) valletta
- Mitici 80 (Italia 1, 2010) valletta
- Trasformat (Italia 1, 2010) co-conduttrice
- Animal Real TV (Sky Italia, 2010) conduttrice
- Saturday Night Live from Milano (Italia 1, 2010-2011)
- L'isola dei famosi 8 (Rai 2, 2011) concorrente
- Baila! (Canale 5, 2011) concorrente
- Scherzi a parte (Canale 5, 2012) guest star
- Tale e Quale Show 4 (Rai 1, 2014) concorrente
- Grand Hotel Chiambretti (Canale 5, 2015-2016)
- Tutti in campo (7 Gold, dal 2015) conduttrice
- Games of Games - Gioco Loco (Rai 2, 2021) concorrente
- Grande Fratello VIP 6 (Canale 5, 2021) concorrente
- Avanti un altro! Pure di sera, (Canale 5, 2022) concorrente
- Back to School 2 (Italia 1, 2023) concorrente

## Discografia
Album
- 2014 – Rush

Singoli
- 2014 – Rush
- 2014 – Déjà Vu
- 2021 –  Mamacita Loca

Videoclip musicali
- 2013 – Alfonso Signorini (eroe nazionale) di Fedez
- 2014 – Rush di Raffaella Fico
- 2014 – Déjà Vu di Raffaella Fico
- 2021 –  Mamacita Loca di Raffaella Fico

## Teatro
- Signora in rosso, regia di Claudio Insegno (2024)
- La locandiera, regia di Nando Sessa (2025)

## Altre attività

### Calendari
- 2009 – Calendario per Max
- 2014 – Calendario per For Men Magazine

### Pubblicità
- Coconuda A/I (2015-2016)
- Follettina Girl (2009)
- European Culture
- Magilla (2010)
- Luca Barra (2009-2010)
- Luna di Miele
- SIèLEI (2012-2013)
- Cotril (2013)
- Fruscìo (2013-2015)
- Webxsite

## Riconoscimenti
- Premio Unicef
  - 2009 – Attrice rivelazione per Nuvole, soltanto nuvole[40]

- Premio Associazione Danzare per la vita 
  - 2009 – Modella dell'anno per la campagna contro la pedofilia L.i.l.a. e Bambini Ancora Onlus[40]